# Kozoluhivka, Tokmak
Kozoluhivka (în ucraineană Козолугівка, în germană Rückenau) este un sat în comuna Balkove din raionul Tokmak, regiunea Zaporijjea, Ucraina. Satul a fost locuit de germanii pontici.   

## Demografie
Componența lingvistică a localității Kozoluhivka
     Ucraineană (96,83%)
     Rusă (3,17%)
Conform recensământului din 2001, majoritatea populației localității Kozoluhivka era vorbitoare de ucraineană (96,83%), existând în minoritate și vorbitori de rusă (3,17%).